# Franziskanerstraße (München)
Die Franziskanerstraße ist eine Innerortsstraße im Stadtbezirk Au-Haidhausen (Nr. 5) von München.

## Verlauf
Die Straße beginnt in Verlängerung der Steinstraße am Rosenheimer Platz und führt in südwestlicher Richtung über die Rablstraße und den Simon-Knoll-Platz zur Gebsattelstraße, an der sie in den Regerplatz und die anschließende Regerstraße übergeht.

## Öffentlicher Verkehr
Die Straße wird u. a. von der Straßenbahnlinie 25 der Münchner Verkehrsgesellschaft (MVG) durchfahren. Historisch fuhr auch die frühere Trambahnlinie 12 durch sie.

## Namensgeber

Vignette der Brauerei (um 1840)

Die Straße ist nach der Franziskaner-Brauerei, einer früheren Brauerei in der Nähe, benannt. Diese besaß an der Franziskanerstraße ihren Sommerkeller.

## Charakteristik
Die weitgehend um das Jahr 1900 bebaute Straße in Haidhausen und der Oberen Au verbindet die Regerstraße mit der Steinstraße und somit auch das Giesinger Zentrum am Tegernseer Platz mit dem Max-Weber-Platz. Durch sie verläuft seit alters her eine Straßenbahnverbindung (historische Linie 12, Linie 25) nach Grünwald.

## Denkmalgeschützte Bauwerke

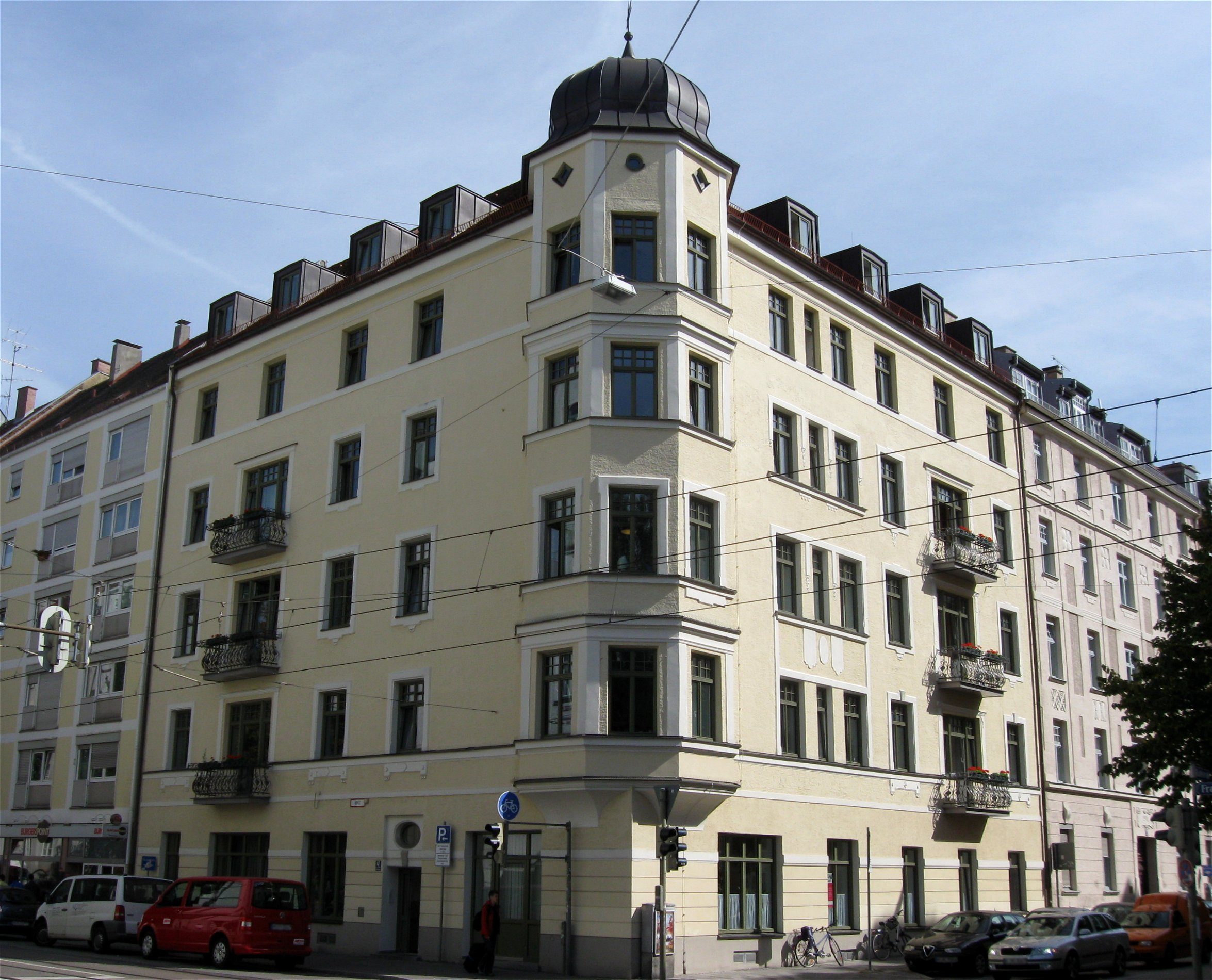
Franziskanerstraße 17

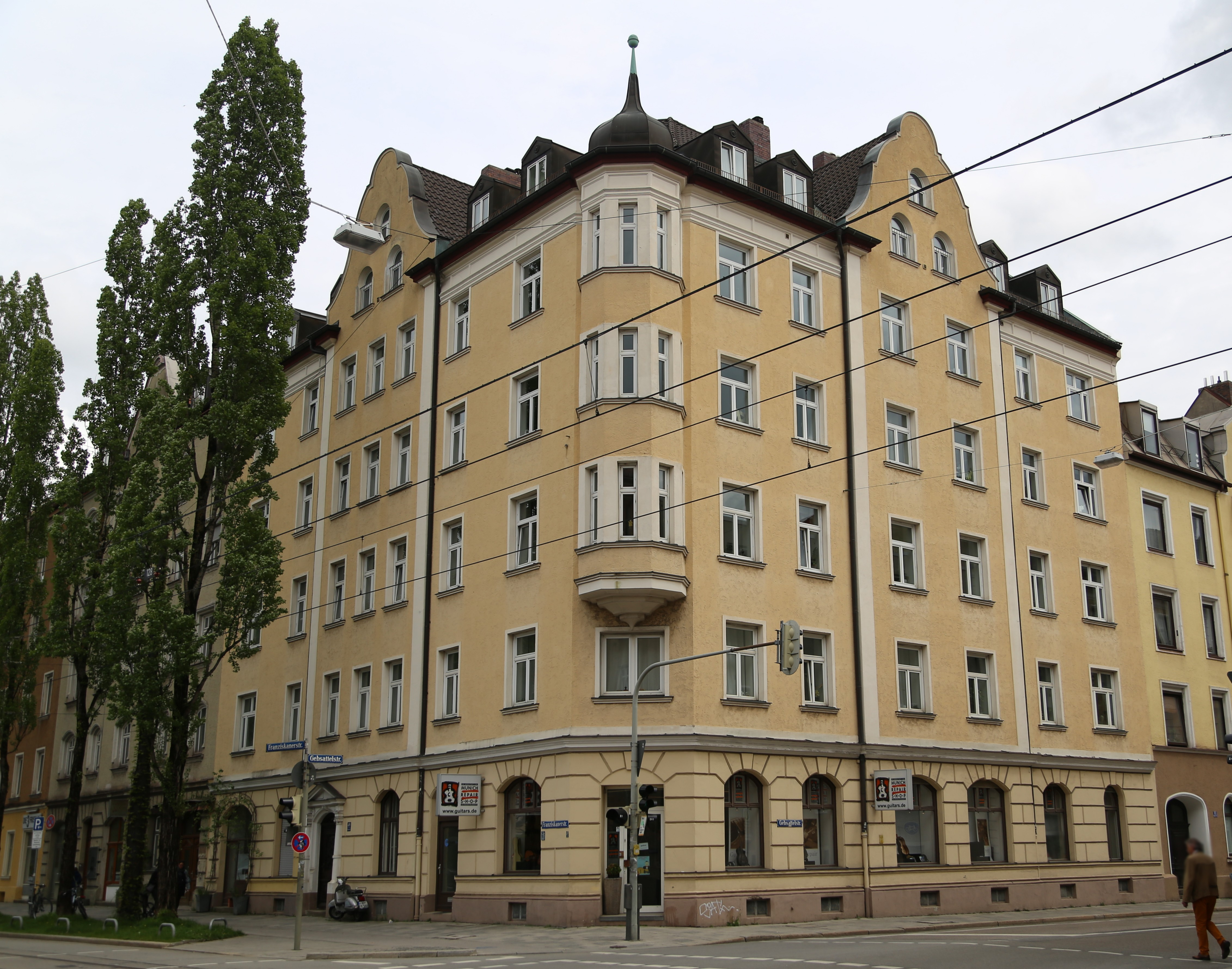
Franziskanerstraße 49

- Hausnr. 2: Mietshaus, neubarock, um 1900 (Denkmalliste D-1-62-000-1754)
- Hausnr. 2a: Mietshaus, deutsche Renaissance, mit Mittelgiebel, figürlichen Reliefs an zwei Erkern und großer Figur Kaiser Franz Josephs, 1898–99 von Rosa Barbist (Denkmalliste D-1-62-000-1755)
- Hausnr.4: Mietshaus, neubarock, mit Mittelturm, reicher Gliederung und Stuckdekor, um 1890/1900 (Denkmalliste D-1-62-000-1756)
- Hausnr. 5: Mietshaus. Neurokoko, mit reichem Stuckdekor, um 1900 (Denkmalliste D-1-62-000-1757)
- Hausnr. 6: stattliches Bürohaus, später Jugendstil, mit Putzgliederung, um 1907–08 (Denkmalliste D-1-62-000-1758)
- Hausnr. 7: Mietshaus, neubarock, sehr reich gegliedert, mit zwei Erkern und Stuckdekor, 1895 von Franz Hammel (Denkmalliste D-1-62-000-1759)
- Hausnr. 9: Mietshaus, Jugendstil, reich gegliedert und dekoriert, 1910–11 von Max Deschl (Denkmalliste D-1-62-000-1760)
- Hausnr. 11: Mietshaus, Jugendstil, mit reichem floralem Dekor und Balkongittern, 1903 von Ludwig Grothe (Denkmalliste D-1-62-000-1761)
- Hausnr. 13: Mietshaus, deutsche Renaissance, mit Erker, Türmchen und Maßwerkdekor, um 1900 (Denkmalliste D-1-62-000-1762)
- Hausnr. 17: Mietshaus, in schlichten barockisierenden Formen, mit Eckerker, um 1900 (Denkmalliste D-1-62-000-1763)
- Hausnr. 19: Mietshaus, Eckbau (zur Rablstraße) mit Putzgliederung, 1913 von Hans Thaler (Denkmalliste D-1-62-000-1764)
- Hausnr. 49: Mietshaus, Eckbau (zur Gebsattelstraße) in deutscher Renaissance, mit Erker und Giebel, um 1900; 1956 zum Teil vereinfacht (Denkmalliste D-1-62-000-1765)

## Sozialeinrichtungen in der Nähe
- Städtische Berufsschule für das Hotel-, Gaststätten- und Braugewerbe, Simon-Knoll-Platz 3[2]